# Iris Van de Vijver
Iris Van de Vijver is een personage uit de Vlaamse ziekenhuisserie Spoed dat werd gespeeld door Ann Van den Broeck. Ze was een vast personage van 2004 tot 2008.

## Personage
Na de overplaatsing van dokter Ilse De Winne naar de kinderafdeling in seizoen 7, gaat dokter Iris Van De Vijver aan de slag op de spoed. Iris heeft geen luxe nodig en woont in een eenvoudig appartement. Af en toe zoekt ze haar familie op, maar dat contact is allesbehalve hartelijk. Ze vindt haar ouders, zus en broer te conservatief en vindt ze een te enge kijk hebben op het leven. Iris is een idealiste. Na haar studies trok ze acht jaar naar Afrika voor Artsen Zonder Grenzen, maar na de ontdekking dat haar broer Ivan, die ook meeging als verpleger, kleine Afrikaanse kindjes misbruikte, was ze genoodzaakt om terug te keren. Ze overtuigde haar broer om zich te laten opnemen in een psychiatrische instelling. Het afscheid van het zwarte continent viel haar zwaar. Daarom wil ze er met niemand over praten. Toch is ze haar zin voor avontuur niet kwijt en begint ze met veel plezier aan haar baan op de spoedafdeling.
Niet lang daarna krijgt ze bezoek van Ivan. Hij is uit de instelling ontsnapt en begint haar te stalken en om geld te vragen. Er komen steeds meer verkrachtingszaken aan het licht in de kranten en op de spoed, maar later blijkt dat Ivan hier niets mee te maken heeft. Toch maakt het haar zeer ongelukkig. Uiteindelijk vertelt ze Luc Gijsbrecht dat Ivan haar pedofiele broer is. Op zijn aanraden zorgt ze ervoor dat Ivan weer in de instelling wordt opgenomen. Hij pleegt er zelfmoord.
Iris beleeft een moeilijke tijd, maar alles begint er voor haar beter uit te zien als dokter Filip Driessen op de afdeling komt werken. Ze wordt smoorverliefd op hem. In seizoen 10 worden ze een koppel, maar hun prille liefdesgeluk wordt verstoord als ze een job krijgt aangeboden in Afrika. Na een ruzie met Filip gaat ze op het voorstel in. Vlak voor haar vertrek komt Filip aanstormen. Hij wil haar niet verliezen. Op het laatste nippertje kiest ze toch voor hem.
In seizoen 11 wonen ze samen en lijkt alles weer koek en ei. Ze hebben alles wat een jong koppel nodig heeft: liefde, werk, geld… Ze ontmoet haar zus Roos terug en ontdekt dat haar man haar en haar zoontje Tim slaat. Ze helpt haar zus en neefje, maar uiteindelijk gaat Roos toch terug naar hem. Iris' liefdesgeluk met Filip is ook even in gevaar. Nadat hij met stuiptrekkingen wordt opgenomen in het ziekenhuis, wordt er na vele onderzoeken een aneurysma gevonden in zijn hersenen. Hij wordt geopereerd en raakt er gelukkig door. In de slotaflevering van seizoen 11 wordt ze door Filip ten huwelijk gevraagd en vertelt ze hem dat ze zwanger is.

## Familie
- Filip Driessen (echtgenoot 2011-)
- † Ivan Van de Vijver (broer)
- Roos Van de Vijver (zus)
- Marc (schoonbroer, echtgenoot van Roos)
- Tim (neefje, zoon van Marc en Roos)